# Orthogynium gomphioides
Orthogynium gomphioides là một loài thực vật có hoa trong họ Biển bức cát. Loài này được (DC.) Baill. mô tả khoa học đầu tiên năm 1885.